# Loriot à gorge noire
Oriolus xanthonotus
Espèce
Statut de conservation UICN

 NT  : Quasi menacé
Le Loriot à gorge noire (Oriolus xanthonotus) est une espèce de passereau de la famille des Oriolidae.

## Répartition
On le trouve en Birmanie, Brunei, Indonésie, Malaisie, la Philippines, Singapour et Thaïlande.

## Habitat
Il habite les forêts humides de plaine tropicales et subtropicales.
Il est menacé par la disparition de son habitat.

## Sous-espèces
Selon Avibase
- Oriolus xanthonotus xanthonotus Horsfield, 1821
- Oriolus xanthonotus consobrinus Wardlaw Ramsay, 1880
- Oriolus xanthonotus mentawi Chasen & Kloss, 1926
- Oriolus xanthonotus persuasus Bangs, 1922